# Miki Korenaga
 (mai 2025).
Si vous disposez d'ouvrages ou d'articles de référence ou si vous connaissez des sites web de qualité traitant du thème abordé ici, merci de compléter l'article en donnant les références utiles à sa vérifiabilité et en les liant à la section « Notes et références ».
Miki Korenaga (是永美記, Korenaga Miki, née le 11 avril 1985 à Tokyo (Japon), est une idole japonaise, chanteuse et joueuse de futsal au sein du Hello! Project qu'elle rejoint en 2004, sélectionnée avec le Hello! Pro Egg dont elle est nommée leader en tant qu'ainée. Elle est en fait choisie en tant que sportive pour être intégrée à l'équipe de futsal du H!P, les Gatas Brilhantes H.P.. Elle est cependant également intégrée en 2007 au groupe de J-pop qui en est dérivé, Ongaku Gatas. Elle est "graduée" du H!P Egg en janvier 2008, puis du Hello! Project en mars 2009 lors du transfert du groupe, avec lequel elle continue sa carrière chez la maison mère Up-Front et au M-line club.

## Liens
- (ja) Fiche officielle avec Ongaku Gatas